# Готковичі
Готковичі (біл. вёска Готкавічы) — село в складі Молодечненського району Мінської області, Білорусь. Село підпорядковане Лебедівській сільській раді, розташоване в західній частині області.